# Двое на дороге
«Двое на дороге» (англ. Two for the road; США, 1967) — британская мелодрама 1967 года режиссёра Стэнли Донена с участием Одри Хепбёрн и Альберта Финни.
Сценаристом выступил Фредерик Рафаэль, он получил номинацию на Оскар за лучший оригинальный сценарий.
Одри Хепбёрн  получила номинацию на «Золотой глобус» за лучшую женскую роль в комедии или мюзикле.

## Сюжет
Фильм рассказывает о супружеской паре, брак которой находится на грани распада. Перед зрителем проходит множество эпизодов их совместной жизни, начиная с момента знакомства, что позволяет проследить эволюцию их отношений. Неужели та любовь, что поразила их когда-то на просторах Южной Франции, безвозвратно ушла? Или, может быть, ещё не всё потеряно?

## В ролях
- Одри Хепбёрн — Джоанна Уоллес
- Альберт Финни — Марк Уоллес
- Элеанор Брон — Кэти Манчестер
- Уильям Дэниэлс — Говард Манчестер
- Габриэль Миддлтон — Рути Манчестер
- Клод Дофен — Морис Дальбре
- Надя Грей — Франсуаза Дальбре
- Жорж Декриер — Дэвид
- Жаклин Биссет — Джекки
- Джуди Корнуэлл — Пэт
- Ирэн Хильда — Ивонн де Флорак
- Лео Пенн — Морри Гетц
- Доминик Джус — Сильвия Обино
- Ольга Жорж-Пико — подруга Джоанны

## Приём

### Критика
Картина получила, в основном, положительные отзывы от критиков. 
На сайте Rotten Tomatoes фильм имеет рейтинг 83%, на основе 18 рецензий критиков, со средней оценкой 7,2 из 10.

### Касса
Согласно отчетам Fox, фильму нужно было заработать 8 950 000 долларов в прокате, чтобы не понести убытков, и он заработал 7 200 000 долларов, что означало, что он ушёл в минус.

## Награды
- Премия BAFTA — номинация «Лучший британский сценарий» (Фредерик Рафаэль)
- Премия «Оскар» — номинация «Лучший сценарий» (Фредерик Рафаэль)
- Премия «Золотой глобус» — номинация «Лучшая актриса в комедии/мюзикле» (Одри Хепбёрн)
- Премия «Золотой глобус» — номинация «Лучшая оригинальная музыка» (Генри Манчини)
- Гран-при Кинофестиваля в Сан-Себастьяне (Стэнли Донен)